# 天滿車站
天滿車站（日语：／ Temma eki */?）是一由西日本旅客鐵道（JR西日本）所經營的鐵路車站，位於日本大阪府大阪市北區錦町。天滿車站是JR西日本所屬的大阪環狀線沿線的車站之一，也是大阪近郊鐵路路線群都市網路（アーバンネットワーク，Urban Network）所屬的車站之一，根據JR的特定都區市內制度，天滿車站被劃分為「大阪市內」的車站之一。
天滿車站鄰近大阪市內知名的天神橋筋商店街與天滿市場，雖然車站本身只有大阪環狀線一條路線通過，但因與大阪市營地下鐵堺筋線沿線的扇町車站之間只相距約5分鐘的徒步距離，因此仍具有相當程度的轉車站機能。

## 車站
對向式月台2面2線的高架車站。閘機、大堂位於1樓，月台位於2樓。1933年高架化以前為島式1面2線，現時部分位於2號月台，1967年興建了現時的1號月台。

### 月台配置
| 月台 | 路線       | 方向 | 目的地                 |
| ---- | ---------- | ---- | ---------------------- |
| 1    | 大阪環狀線 | 內環 | 大阪、西九條方向       |
| 2    | 大阪環狀線 | 外環 | 京橋、鶴橋、天王寺方向 |

## 利用狀況
根據大阪府統計年鑑，1日平均上車人次如下。
| 年度   | 一日平均 上車人次 |
| ------ | ----------------- |
| 1997年 | 24,507            |
| 1998年 | 23,858            |
| 1999年 | 23,629            |
| 2000年 | 23,982            |
| 2001年 | 23,721            |
| 2002年 | 23,304            |
| 2003年 | 23,298            |
| 2004年 | 23,983            |
| 2005年 | 22,917            |
| 2006年 | 22,922            |
| 2007年 | 22,823            |
| 2008年 | 22,899            |
| 2009年 | 22,463            |
| 2010年 | 22,339            |
| 2011年 | 22,890            |
| 2012年 | 23,332            |
| 2013年 | 23,826            |
| 2014年 | 24,106            |

## 相鄰車站
西日本旅客鐵道
 大阪環狀線
■大和路快速、■區間快速、■關空快速、■紀州路快速、■快速、■直通快速、■普通
櫻之宮（JR-O09）－天滿（JR-O10）－大阪（JR-O11）

### 利用狀況
從數據看見JR西日本
大阪府統計年鑑

## 外部連結
- 天滿｜車站資訊：JR出門網 - 西日本旅客鐵道

34°42′17.6″N 135°30′44.5″E / 34.704889°N 135.512361°E